# OsCommerce
osCommerce (Open Source Commerce) — система керування вмістом з відкритим кодом, призначена для створення інтернет-магазинів. Може бути встановлена на будь-якому вебсервері з підтримкою PHP і MySQL. Розповсюджується під ліцензією GNU General Public License.
Навколо osCommerce утворилась величезна спільнота (більш ніж 348 000 учасників), завдяки якій існує більше 9 000 контрибуцій (різних модулів для osCommerce), які дозволяють змінювати і доповнювати функції інтернет-магазину самим різним чином. По всьому світу функціонує десятки тисяч магазинів на базі osCommerce (20 994 магазини є офіційно зареєстрованими в каталозі).

## Основні можливості
- Сумісність з PHP 4.x, 5.x, 7.x і MySQL 4.x, 5.x
- Сумісність зі всіма популярними браузерами
- Вбудована багатомовність, за умовчанням встановлені англійська, німецька та іспанська мови. Доступні українська, російська, та багато інших
- Майстер встановлення (wizard)
- Необмежена кількість розділів і товарів

Адміністрування / База
- Підтримка необмеженої кількості продуктів і розділів категорій
- Підтримка фізичних і віртуальних (таких, що можна завантажувати) товарів
- Легкість резервного копіювання і відновлення даних
- Статистика товарів і замовників
- Багатомовна підтримка
- Підтримка декількох валют

Клієнтська частина
- Реєстрація покупців
- Всі замовлення зберігаються в базі даних для швидкого і ефективного пошуку (історія замовлень для покупців)
- Покупці можуть переглядати історію і статус своїх замовлень
- Тимчасовий кошик для гостей і постійний для зареєстрованих покупців
- Швидкий і дружній інтерфейс пошуку
- Безпека з підтримкою SSL (Secure Sockets Layer)
- Зручна навігація по сайту
- Покупець може мати декілька адрес доставки у своїй адресній книзі

Система оплати і доставки
- Підтримка багатьох типів платежів (чеки, платіжні доручення)
- Підтримка багатьох типів платіжних систем (модулями) (2CheckOut, PayPal, Authorize.Net, iPayment, RuPay, Webmoney)
- Можливість вибору різних методів оплати для різних областей
- Розрахунок доставки на основі ваги і ціни товару, зони доставки. Велика кількість модулів розрахунку доставки
- Розрахунок податків

та багато іншого.
На жаль, osCommerce не має системи шаблонів (з версії 3 Alpha 5 має http://oscommerce.ru [Архівовано 15 квітня 2017 у Wayback Machine.]) для налаштування дизайну, але є ряд модулів, які вирішують це завдання. Наприклад, STS і BTS. Також система шаблонізаторів є у багатьох клонів osCommerce (наприклад, Loaded Commerce, Solomono, ThemeForest).

## Історія
Робота над osCommerce була розпочата в березні 2000-ного року. Засновник — Harald Ponce de Leon. Спочатку система мала назву «The Exchange Project». Поточна, широко використовувана, версія osCommerce 2.2 Milestone 2 була створена у 2003 році. Давно запланована версія 3.0 ніяк не може побачити світ і знаходиться на стадії розробки. Це компенсується спільнотою шляхом створення і використання власних розширень.
1 квітня 2011 року був анонсований стабільний випуск версії 3.0, а вже 8 квітня того ж року — редакція 3.01 з виправленнями помилок і деякими покращеннями.
6 серпня 2011 року вийшов випуск 3.0.2. Молодший випуск з виправленнями помилок і покращеннями у фреймворці.
25 липня 2022 року вийшов випуск 4.0.